# 11112 Cagnoli
11112 Cagnoli là một tiểu hành tinh vành đai chính với cận điểm quỹ đạo là 2.253935 AU. Nó có độ lệch tâm quỹ đạo là 0.2310034 và chu kỳ quỹ đạo là 1832.83 ngày (5.02 năm).
Cagnoli có vận tốc quỹ đạo trung bình là 17.39739711 km/s và độ nghiêng 15.24265°.
Tiểu hành tinh đặt tên theo Antonio Cagnoli, và nhà thiên văn học người Ý.